# Stars Dance
Stars Dance је соло дебитујући албум америчке певачице Селене Гомез. Предузеће Hollywood Records је објавио овај албум 19. јула 2013. 

## Списак песама
1. Birthday
2. Slow Down
3. Stars Dance
4. Like a Champion
5. Come & Get It
6. Forget Forever
7. Save the Day
8. B.E.A.T.
9. Write Your Name
10. Undercover
11. Love Will Remember
12. Nobody Does It Like You - Интернационално бонус издање
13. Music Feels Better - Интернационално бонус издање
14. Lover In Me - Интернационално делукс издање/Таргет ексклузивно издање
15. I Like It That Way - Интернационално делукс издање/Таргет ексклузивно издање